# Starsailor (음반)
《Starsailor》는 1970년에 발매된 팀 버클리의 음반이다.

## 평가

### 발매 당시
| 전문가 평가                   | 전문가 평가             |
| 평가 점수                     | 평가 점수               |
| 출처                          | 점수                    |
| ----------------------------- | ----------------------- |
| 마틴 C. 스트롱                | 7/10 (2000) 6/10 (2010) |
| 다운비트                      | [ 3 ]                   |
| 대중음악 백과사전             | [ 4 ]                   |
| 로버트 크리스트가우           | C–                      |
| 롤링 스톤 앨범 가이드         | [ 6 ]                   |
| 뮤직하운드                    | [ 7 ]                   |
| 스핀 얼터너티브 레코드 가이드 | 9/10                    |
| 올뮤직                        | [ 9 ]                   |

《Starsailor》의 발매 당시 평론가들은 음반에 엇갈린 반응을 보였다. 로버트 크리스트가우는 "잭 홀츠먼의 포크 레이블에서 프랭크 자파의 아트 록 레이블로 옮겨 간 오데타 같은 느낌의 남성은 이젠 아마 니코의 느낌을 낼 것이다"라고 말하며 C－로 평가하였다. 레코드 미러는 "선율 없는 곡성과 닥터 후 효과음 모음집이다. 제목을 '아침 용 달렉'(Daleks For Breakfast)이라고 지어야 했다"고 혹평했다. 멜로디 메이커는 "용감했지만 형편없는 프로젝트"라고 칭하며 "듣는이에게 힘든 음반"이라고 표현하였다. 필라델피아 인콰이어러의 잭 로이드는 우주를 포함한 그 어떠한 접근도 명확하게 하지 못한다고 언급했다.
다운비트의 마이크 본은 별 다섯 개 만점을 주며 "엘튼 존과 리언 러셀 그리고 다른 일차원적인 가수들이 새로운 슈퍼스타 솔로 연주자로 도래할 시점에서, 《Starsailor》는 팀 버클리가 훨씬 더 위대하다는 것(또한 더욱 덜 언급된다는 것)을 증명한다"고 극찬하였다. 미시건 데일리에 음반의 평론을 올렸던 대니얼 즈워들링은 음반을 "노래 모음이라기보다는 전자 악기와 목소리를 위한 작품"이라고 묘사하면서 "목소리의 톤과 타이밍을 음악적 메시지로서 효과적으로 사용한다"고 호평하였으며, 비치 보이스 풍이 아닌 마일스 데이비스 풍의 사운드로 다채롭게 하였다고 말하였다. 빌보드는 "가사 내용은 같지만, 버클리는 우주의 영적인 존재를 강조하기 위해 즉흥적 배경을 추가하였다"는 평을 남기며 "일반적인 버클리와의 뚜렷한 변화를 나타낸다고 이야기했다. 렉싱턴 헤럴드의 루 와인스틴은 버클리가 작품을 만들 때 마다 전작보다 더 나은 모습을 보여주었으며, 《Starsailor》 또한 그런 모습을 보여준다고 평했다.

### 이후
시간이 지나면서 《Starsailor》는 더욱 긍정적인 평가를 받았다. 올뮤직에 리뷰를 쓴 리치 운테르베르거는 별 다섯 개 중 네 개 반으로 평가하며 부드럽고 멜로디적인 바로크 포크 록가수로 시작하여 점차 재즈와 아방가르드의 영역을 탐구하며 완전한 실험적인 싱어송라이터로 변모한 버클리의 "실험의 정점"이라고 호평했다. 롤링 스톤 앨범 가이드에 버클리의 글을 쓴 폴 에반스는 음반이 빼어나다고 이야기했으며, 대중음악 백과사전을 쓴 콜린 라킨은 "[관습]과 타협하지 않고 무조(無調)에 가까운 작품"이라고 평가하였다. 인디펜던트에 글을 쓴 필 존슨은 《Starsailor》가 발매 당시와 그 이후의 "어떤 작품과도 유사점이 없다"고 평했다.
폴 감바치니가 1987년 81명의 평론가, 작가, 방송인들을 대상으로 조사하여 발간한 《The Top 100 Rock 'n' Roll Albums Of All Time》에서 《Starsailor》는 49위를 차지하였다. 라킨의 저서 《All Time Top 1000》에서 《Starsailor》는 "최고의 록 & 팝 음반 250장" 부문에 234위로 선정되었다. 라킨은 "존 콜트레인과 오네트 콜먼의 급진적인 아방가르드 측면을 수용한 《Starsailor》는 재즈에 대한 영향이 완전히 결실을 맺었다"며 "천상(天上)의 분위기와 촘촘한 질감 사이의 대조는 [사람들을] 매료시키고 소장 욕구를 불러 일으킨다"고 적었다. 피치포크는 1970년대 최고의 음반 50위로 《Starsailor》를 꼽았다. 리뷰어 도미니크 리온은 "《Starsailor》는 모든 면에서 걸작이다. 창작자의 주의를 환기시키려는 자유로움과 마다하지 않음을 보여줌과 동시에 누구에게나 만화적이고, 어설프고 혼란스럽게 들리는 노래와 분위기를 가장 창의적이고도 자연스러운 모습으로 담아냈다."라 표현했다. 가디언은 1999년 최고의 얼터너티브 음반 87위로 음반을 선정하였다. 모조는 "역사상 가장 이상한 음반 50장"이라는 주제의 목록에서 버클리를 "꽥꽥대는 분위기의 악기로서의 포크 가수"라고 부르며 《Starsailor》를 37위에 올려놓았다. 파 아웃 매거진의 오웬 링은 가장 아방가르드한 음반 6위로 음반을 선정했다.

## 트랙 리스트
표시가 되어 있지 않는 한, 모든 곡은 팀 버클리가 작사·작곡하였다.
| #  | 제목                  | 작사        | 재생 시간 |
| -- | --------------------- | ----------- | --------- |
| 1. | 〈Come Here Woman〉   | 버클리      | 4:09      |
| 2. | 〈I Woke Up〉         | 래리 베킷   | 4:02      |
| 3. | 〈Monterey〉          | 베킷        | 4:30      |
| 4. | 〈Moulin Rouge〉      | 베킷        | 1:57      |
| 5. | 〈Song to the Siren〉 | 버클리 베킷 | 3:20      |

| #  | 제목                       | 작사                | 재생 시간 |
| -- | -------------------------- | ------------------- | --------- |
| 6. | 〈Jungle Fire〉            | 버클리              | 4:42      |
| 7. | 〈Starsailor〉             | 버클리 베킷 존 발킨 | 4:36      |
| 8. | 〈The Healing Festival〉   | 버클리              | 3:16      |
| 9. | 〈Down by the Borderline〉 | 버클리              | 5:22      |

## 참여진
크레딧은 《Starsailor》의 라이너 노트에서 발췌하였다.
| 음악가 - 리 언더우드 – 기타, 피아노, 파이프 오르간 - 모리 베이커 – 팀파니, 타악기 - 버즈 가드너 – 트럼펫, 플루겔호른 - 벙크 가드너 – 알토 플루트, 테너 색소폰 - 존 발킨 – 더블 베이스, 전기 베이스 - 팀 버클리 – 기타, 12현 기타, 보컬 | 기타 - 에드 스래셔 – 아트 디렉션 및 사진 - 스탠 어골 – 엔지니어링 - 팀 버클리 – 프로듀싱 - 허브 코언 – 총괄 프로듀싱 |

### 참고 자료
- 데일, 존 (2020년 9월). “Siren Songs”. 《언컷》. ISSN 1368-0722.
- 미상 (1970년 11월 7일). “Billboard Album Reviews” (PDF). 《빌보드》. 82권 45호. 2022년 4월 3일에 원본 문서 (PDF)에서 보존된 문서  – WorldRadioHistory 경유.
- 운테르베르거, 리치 (n.d.). “Starsailor – Tim Buckley”. 올뮤직. 2022년 4월 7일에 원본 문서에서 보존된 문서. 2022년 7월 27일에 확인함.
- 피핀, 더그 (1996년). 〈Tim Buckley〉.   그래프, 게리. 《MusicHound Rock: The Essential Album Guide》. 디트로이트: 비지블 잉크 프레스. ISBN 0-7876-1037-2. (가입 필요).
- 에반스, 폴 (2004년). 〈Tim Buckley〉.   브래킷, 네이선; 호드, 크리스천. 《The New Rolling Stone Album Guide》. 뉴욕: 사이먼 & 슈스터. ISBN 0-7432-0169-8. (가입 필요).
- 라킨, 콜린 (1998년). 《The Encyclopedia of Popular Music》 1 3판. 뉴욕: 뮤즈. ISBN 0-333-74313-X. (가입 필요).
- 스트롱, 마틴 C. (2000년). 《The Great Rock Discography》 5판. 에든버러: 캐논게이트 북스. ISBN 1-84195-017-3. (가입 필요).
- 스트롱, 마틴 C. (2010년). 《The Great Folk Discography Vol. 1: Pioneers & Early Legends》. 에든버러: 폴리곤. ISBN 978-1-84697-141-9. (가입 필요).
- 테일러, 조나단 (1987년 3월 25일). “POP CRITICS PICK ROCK`S TOP 100”. 《시카고 트리뷴》. 2022년 5월 9일에 원본 문서에서 보존된 문서. 2022년 7월 27일에 확인함.
- 감바치니, 폴 (1987년). 《The Top 100 Rock 'n' Roll Albums Of All Time》. 런던: 파빌리온 북스. ISBN 978-18514-5087-9.
- 콜리, 바이런 (1995년). 〈Tim Buckley〉.   웨이스바드, 에릭; 마크스, 크레이그. 《Spin Alternative Record Guide》. 뉴욕: 빈티지 북스. ISBN 0-679-75574-8.
- 라킨, 콜린 (1994년). 《All Time Top 1000 Albums》 1판. 런던: 기네스 퍼블리싱. ISBN 0-85112-786-X. (가입 필요).
- 모조 편집자 (2020년 5월 8일). “The 50 Weirdest Albums Ever”. 모조. 2021년 9월 3일에 원본 문서에서 보존된 문서. 2022년 7월 26일에 확인함.
- 콕스, 톰 (1999년 1월 29일). “The alternative top 100 from 41-100”. 《가디언》. 2022년 7월 26일에 원본 문서에서 보존된 문서. 2022년 7월 26일에 확인함.
- 리온, 도미니크 (2004년 6월 23일). “The 100 Best Albums of the 1970s: Tim Buckley – Starsailor”. 《피치포크》. 2022년 6월 19일에 원본 문서에서 보존된 문서. 2022년 7월 26일에 확인함.
- 브론, 데이비드 (2001년). 《Dream Brother: The Lives and Music of Jeff and Tim Buckley》. 런던: 포스 이스테이트. ISBN 1-85702-988-7. (가입 필요).
- 본, 마이크 (1977년 3월 4일). “Tim Buckley” (PDF). 《다운비트》. 21쪽. 2022년 7월 26일에 원본 문서 (PDF)에서 보존된 문서  – 텍사스 주립 대학교 경유.
- 크리스트가우, 로버트 (1981년). 《Christgau's Record Guide: Rock Albums of the '70s》. 뉴욕: 티크너 & 필즈. ISBN 0-89919-025-1. (가입 필요).
- 애스턴, 마틴 (2011년 11월 17일). “Song to the Siren's irresistible tang”. 《가디언》. 2022년 6월 15일에 원본 문서에서 보존된 문서. 2022년 7월 26일에 확인함.
- 즈워들링, 대니얼 (1971년 1월 14일). “Sea Train — A cautious excellence”. 《미시건 데일리》. 2022년 7월 26일에 원본 문서에서 보존된 문서. 2022년 7월 26일에 확인함.
- 링, 오웬 (2022년 1월 15일). “The 10 best avant-garde albums of all time”. 《파 아웃 매거진》. 2022년 1월 15일에 원본 문서에서 보존된 문서. 2022년 7월 27일에 확인함.
- 버클리, 팀 (1970년). 《Starsailor》 (LP 라이너 노트). 스트레이트. STS 1064.
- 와인스틴, 루 (1970년 11월 15일). “DIsc-O-Talk”. 《렉싱턴 헤럴드》 (렉싱턴)  – Newspapers.com 경유.
- 로이드, 잭 (1970년 12월 13일). “More LPs”. 《필라델피아 인콰이어러》 – Newspapers.com 경유.
- 존슨, 필 (1997년 6월 6일). “The Song Is Over”. 《인디펜던트》 – Newspapers.com 경유.